# Hoka-Coahuilteca jezici
Hokan-Coahuiltecan (Hokal-Tecan, Hokaltecan), nepriznata velika porodica jezika nastala po hipotezi Edwarda Sapira o srodnosti Coahuiltecan jezika s jezicima Hokan kojoj su izvorno pripadali jezici Chimarikan, Esselenian, Kulanapan, Quoratean, Shastan, Yuman i Yanan. Ovu porodicu kasnije Kroeber i Lehmann šire u phylum dodavanjem jezika Chumashan, Jicaquean, Salinan, Serian, Tlapanecan, Tequistlatecan i Washoan, da bi je Edward Sapir (1917) povezao s jezicima Coahuiltecan i Karankawan, u veliku porodicu hokan-coahuiltecan.

## Vanjske poveznice
- Languages and cultures of present-day Mexico  Arhivirana inačica izvorne stranice od 9. prosinca 2012. (Wayback Machine)